# Équipe de Croatie de hockey sur gazon
Maillots
L'Équipe de Croatie de hockey sur gazon représente la Croatie dans les compétitions internationales de hockey sur gazon et est contrôlée par la Fédération croate de hockey, l’organe directeur du hockey sur gazon en Croatie,.
La Croatie ne s’est jamais qualifiée pour les Jeux olympiques d’été, la Coupe du monde ou le Championnat d’Europe. Ils participent principalement au Championnat II d’Europe et le Championnat III d’Europe, le deuxième et le troisième niveau des EuroHockey Championships.

## Palmarès

### Championnat d'Europe II
- 2015 - 8e place
- 2021 - 8e place

### Championnat d'Europe III
- 2005 - 4e place
- 2007 -
- 2009 - 5e place
- 2011 - 5e place
- 2013 -
- 2017 -
- 2019 -

### Ligue mondiale
- 2014-2015 - 1er tour

### Hockey Series
- 2018-2019 - Open